# Niklas Nienaß
Niklas Hendrik Nienaß (Marl, 14 aprile 1992) è un politico tedesco, europarlamentare nella IX legislatura.